# Aleksandr Goldin
Aleksandr Władyłenowycz Goldin, ros. Александр Владиленович Гольдин (ur. 27 lutego 1965 w Nowosybirsku) – rosyjski szachista, w latach 1999–2001 reprezentant Izraela, od 2001 – Stanów Zjednoczonych, arcymistrz od 1989 roku.

## Kariera szachowa
Pierwsze sukcesy na arenie międzynarodowej zaczął odnosić pod koniec lat 80. XX wieku. W 1987 zwyciężył w Nałęczowie, w 1988 podzielił I m. w memoriale Akiby Rubinsteina w Polanicy-Zdroju (z Aleksandrem Czerninem) oraz w Wilnie (z Borysem Gelfandem), natomiast w 1989 zwyciężył w Trnawie (turniej B). W latach 90. odniósł kolejne sukcesy, zwyciężając bądź dzieląc I m. m.in. w Baden-Baden (1990), Dos Hermanas (1991), Lyonie (1993), Paryżu (1994, z Arkadijem Rotsteinem), Filadelfii (1996, z Aleksiejem Jermolinskim oraz 1998), Riszon Le-Cijon (1997, z Wiktorem Michalewskim i Witalijem Gołodem), Reno (1999, m.in. z Aleksandrem Jermolińskim, Eduardasem Rozentalisem, Aleksandrem Szabałowem i Gabrielem Schwartzmanem) oraz w Genewie (1999). W 2001 wystąpił w Moskwie w pucharowym turnieju o mistrzostwo świata, w I rundzie przegrywając z Peterem Heine Nielsenem, ponownie zwyciężył w Filadelfii (m.in. z Jurijem Szulmanem) oraz zdobył w Cali srebrny medal mistrzostw Ameryki. W 2002 podzielił I m. (m.in. z Yasserem Seirawanem i Aleksandrem Szabałowem) w Qingdao, natomiast w 2003 odniósł jeden z największych sukcesów w karierze, zdobywając w Buenos Aires tytuł mistrza Ameryki. W 2004 wystąpił w drużynie Stanów Zjednoczonych na szachowej olimpiadzie w Calvii, a 2005 – w drużynowych mistrzostwach świata w Beer Szewie.
Najwyższy ranking w dotychczasowej karierze osiągnął 1 stycznia 2002, z wynikiem 2630 punktów zajmował wówczas 57. miejsce na światowej liście FIDE, jednocześnie zajmując 2. miejsce (za Yasserem Seirawanem) wśród amerykańskich szachistów.